# Frederic Augustus al II-lea al Saxoniei
Frederic Augustus al II-lea (germană Friedrich August II.; n. 18 mai 1797 – d. 9 august 1854) a fost rege al Saxoniei și membru al Casei de Wettin
A fost fiul cel mare al Prințului Maximilian al Saxoniei (care era fiul cel mic al electorului Frederic Christian de Saxonia) și al primei sale soții, Prințesa Carolina de Parma. 
La 26 septembrie 1819 la Viena (prin procură) și din nou la 7 octombrie la Dresa (în persoană) s-a căsătorit cu Arhiducesa Marie Caroline de Austria, fiica împăratului Francisc I al Austriei. Nu au avut copii.
La 24 aprilie 1833 la Dresda Frederic Augustus s-a recăsătorit cu Prințesa Maria Anna de Bavaria, fiica împăratului Maximilian I Joseph de Bavaria. Nu au avut copii.
În timpul unei călătorii în Tirol, a avut un accident în Brennbüchel; a căzut de pe cal în fața acestuia iar calul l-a călcat pe cap. A murit la 8 august 1854 la Gasthof Neuner și a fost înmormântat la Katholische Hofkirche în Dresa. A fost succedat de fratele său mai mic, Ioan al Saxoniei.

## Arbore genealogic
| Frederic Augustus al II-lea al Saxoniei Casa de WettinNaștere: 18 mai 1797 Deces: 9 august 1854 |                            |                |
| Titluri regale                                                                                  |                            |                |
| Predecesor: Anton                                                                               | Rege al Saxoniei 1836-1854 | Succesor: Ioan |

1. ↑  RKDartists, accesat în 25 ianuarie 2023